# Penn's Landing
Penn's Landing est une zone riveraine du Center City de Philadelphie, le long du fleuve Delaware. Son nom commémore le débarquement de William Penn (1644-1718), le fondateur de la Pennsylvanie en 1682. Le véritable William Penn Landing Site (en) se trouve plus au sud à Chester. La ville de Philadelphie a acheté le droit d'utiliser le nom. Penn's Landing est délimité par Front Street à l'ouest, le fleuve Delaware à l'est, Spring Garden Street au nord et Washington Avenue au sud, et se concentre principalement sur le couloir du boulevard Christopher Columbus (Delaware Avenue).
Le développement de la zone est géré par la Delaware River Waterfront Corporation. La société est une organisation à but non lucratif qui a été créée en 2009 pour gérer les terrains publics sur la rive  au nom de la ville.

## Caractéristiques et utilisations
Penn's Landing sert de site à plusieurs événements estivaux dans la ville. Le principal espace public de Penn's Landing est The Great Plaza, un labyrinthe principalement en béton situé le long de la Delaware, sur Christopher Columbus Boulevard et Chestnut Street. Pendant les mois d'été, Festival Pier à Spring Garden Street sert de lieu pour des concerts en plein air et a une capacité d'environ 6.500 personnes.
Le RiverLink Ferry (en) relie Penn's Landing au front de mer de Camden de l'autre côté de la rivière dans le New Jersey.

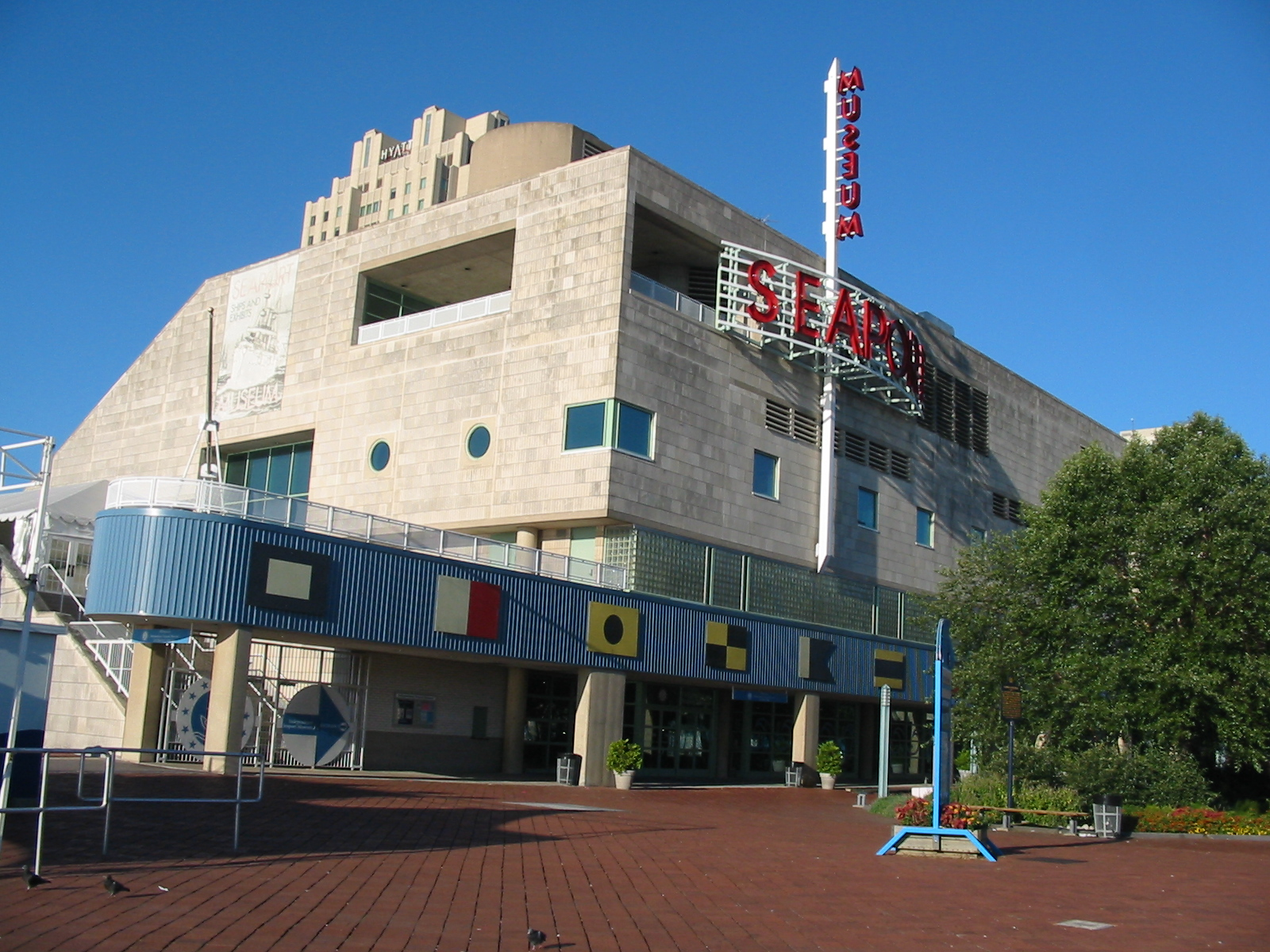
Independence Seaport Museum

Sur  Penn's Landing on trouve aussi : 
- L'Independence Seaport Museum,
- Le Blue Cross RiverRink est une patinoire et une installation d'événements en plein air. Pendant les mois d'hiver, il fonctionne comme une patinoire et accueille le Blue Cross RiverRink WinterFest, avec des décorations sur le thème de l'hiver, des foyers et un café en plein air. La première édition  a eu lieu en 2013[3]. Pendant les mois d'été, la patinoire est convertie en patinoire à roulettes sous le nom de SummerFest[4] .
- Le Spruce Street Harbor Park (en) est l'une des principales attractions du quartier. C'est un parc urbain de plage urbain qui attire des milliers de visiteurs chaque année. Le parc a une promenade le long de la rivière Delaware avec une atmosphère de bord de mer avec des chaises, des tables et des hamacs. Le parc est ouvert uniquement de façon saisonnière en été ou pendant les mois chauds, et fermé en hiver.
- Le Old Carpenter's Warf : le premier quai construit de Philadelphie construit par Samuel Carpenter (en) (1649-1714). Au fil des ans, il a été agrandi, modernisé.

Il existe de nombreuses statues et monuments situés à Penn's Landing :
- Le Mémorial irlandais, histoire de la Grande famine irlandaise (en irlandais : An Gorta Mór) et de l'immigration irlandaise subséquente en Amérique, dédié en 2003, sculpté par Glenna Goodacre[5],

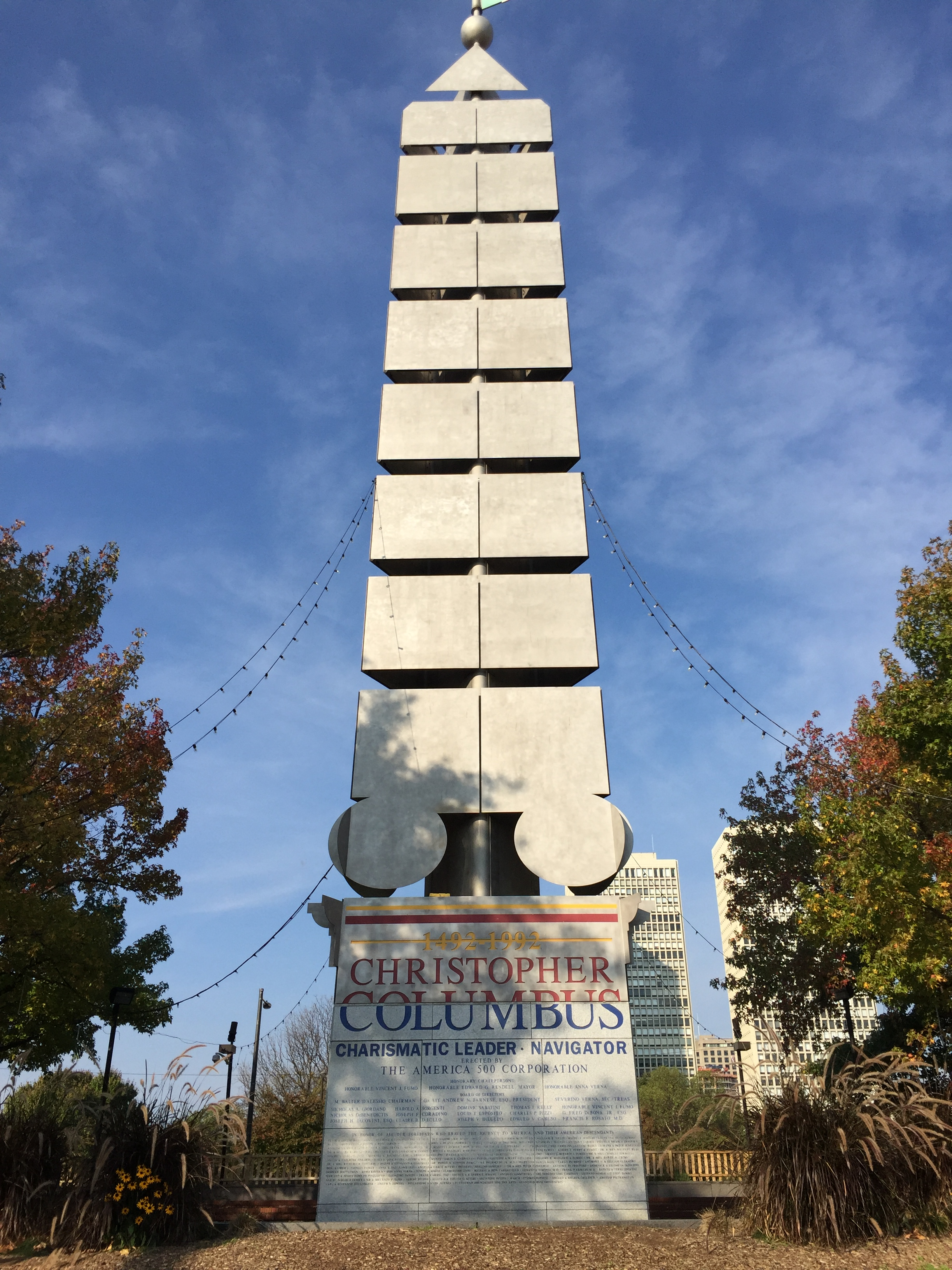
Mémorial Christoph Colomb

- Le monument aux immigrants écossais, inauguré en 2011, rend hommage aux contributions des immigrants écossais aux États-Unis,
- Le Philadelphia Vietnam Veterans Memorial (en), dédié en 1987 et conçu par Perry M. Morgan[6]
- Le Philadelphia Korean War Memorial (en), initialement inauguré en 2002,
- Le Mémorial de Christophe Colomb, dédié en 1992, un obélisque conçu par Robert Venturi pour commémorer le 500ème anniversaire du débarquement de Christophe Colomb dans les Amériques[7],
- Une plaque de bronze marquant le 250e anniversaire de la création en 1747 des "Associators", le prédécesseur de la Pennsylvania National Guard (en).

## Sur les quais
Plusieurs navires historiques sont amarrés à Penn's Landing. 
- Le quatre-mâts barque Moshulu qui est devenu un restaurant flottant,
- Le sous-marin de la Seconde guerre mondiale USS Becuna (SS-319) et le croiseur hispano-américain USS Olympia (C-6) font partie du Independence Seaport Museum,
- Le trois-mâts goélette Gazela et le remorqueur Jupiter y sont amarrés par la Philadelphia Ship Preservation Guild.

## Galerie

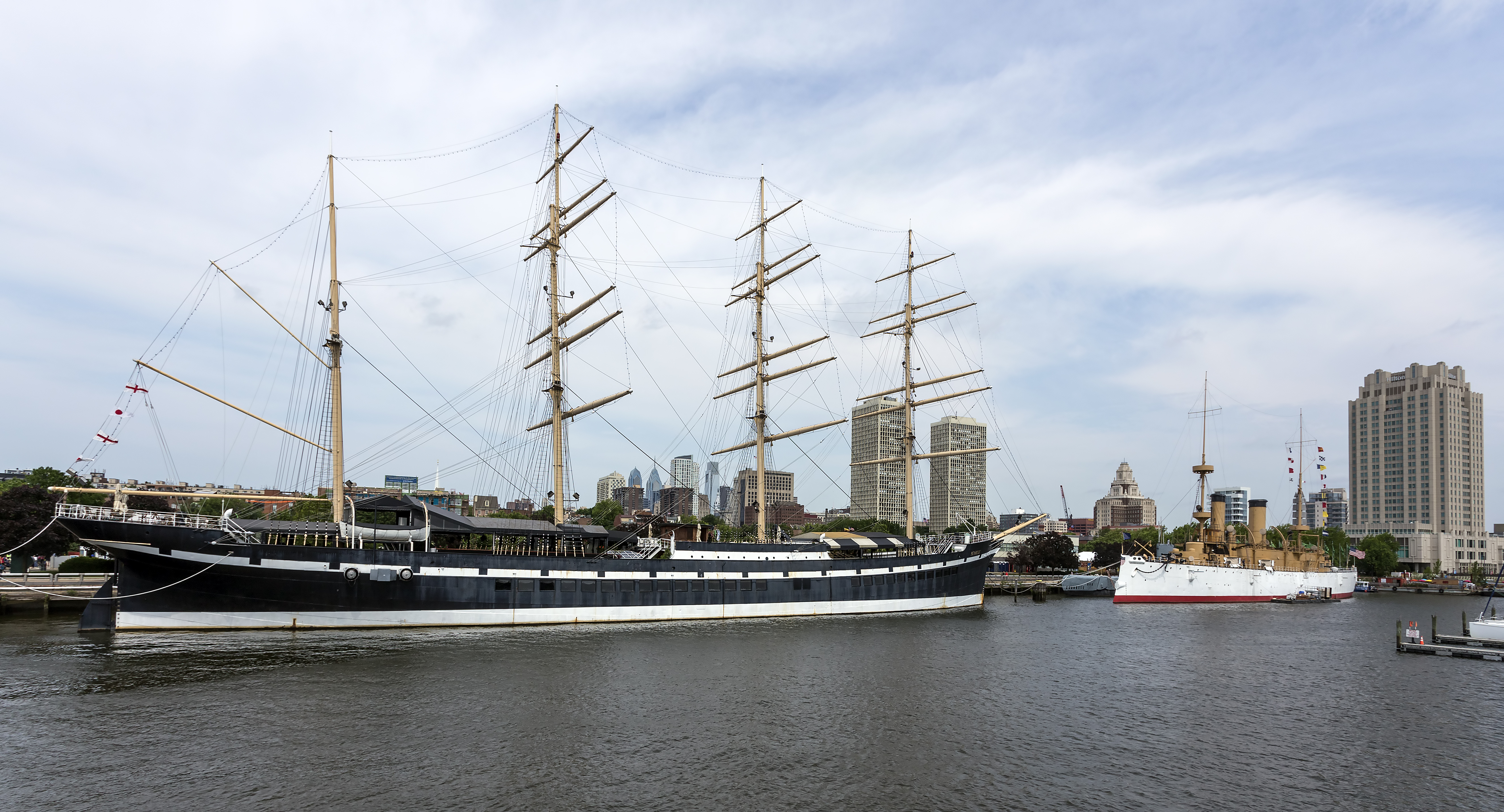
Moshulu
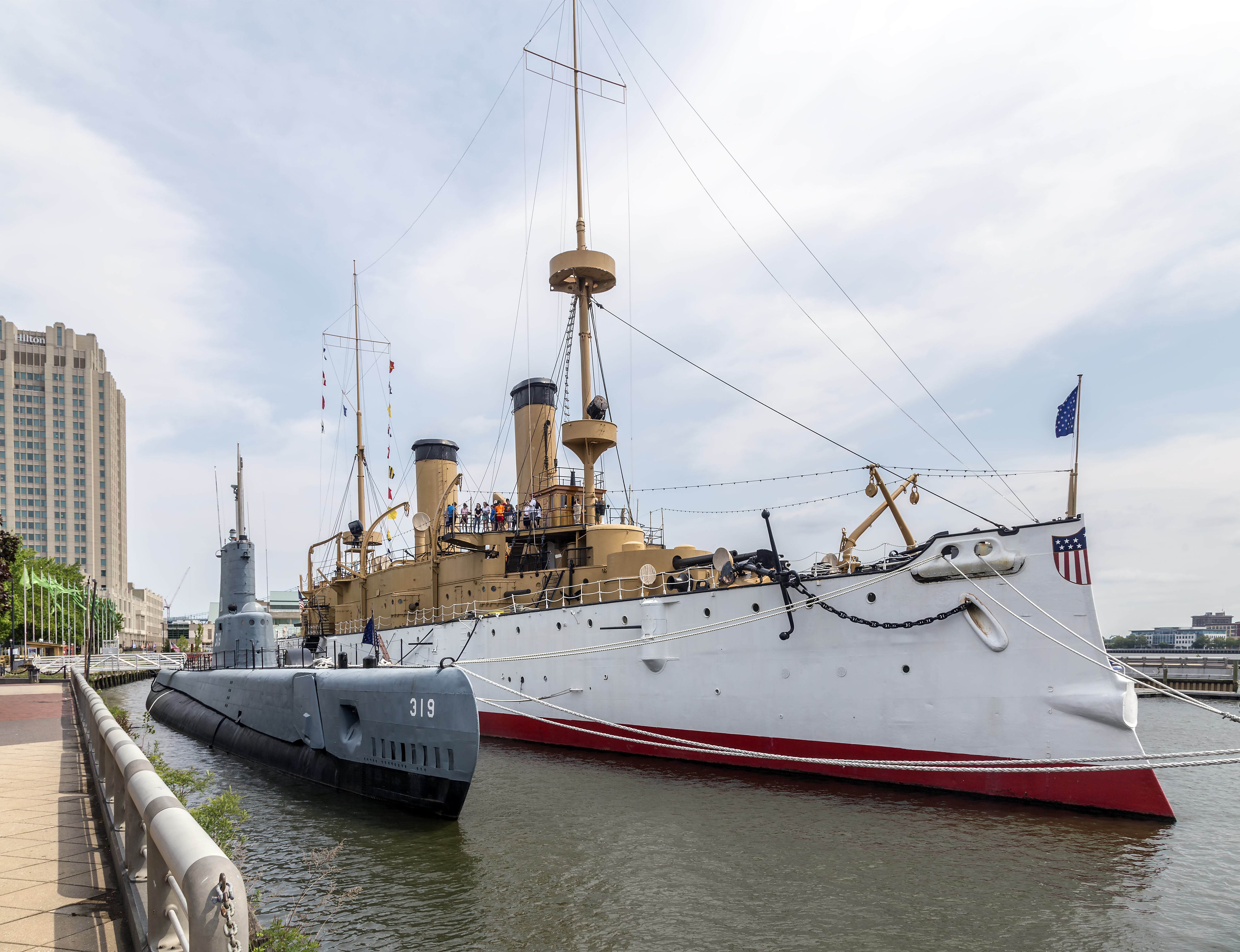
USS Becuna et USS Olympia
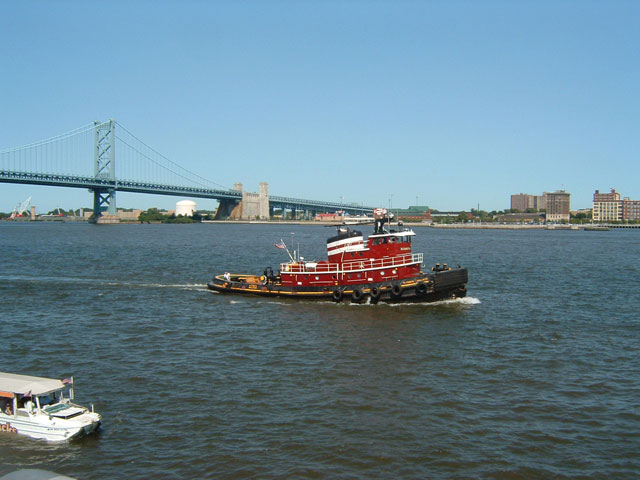
Remorqueur Jupiter sur la Delaware
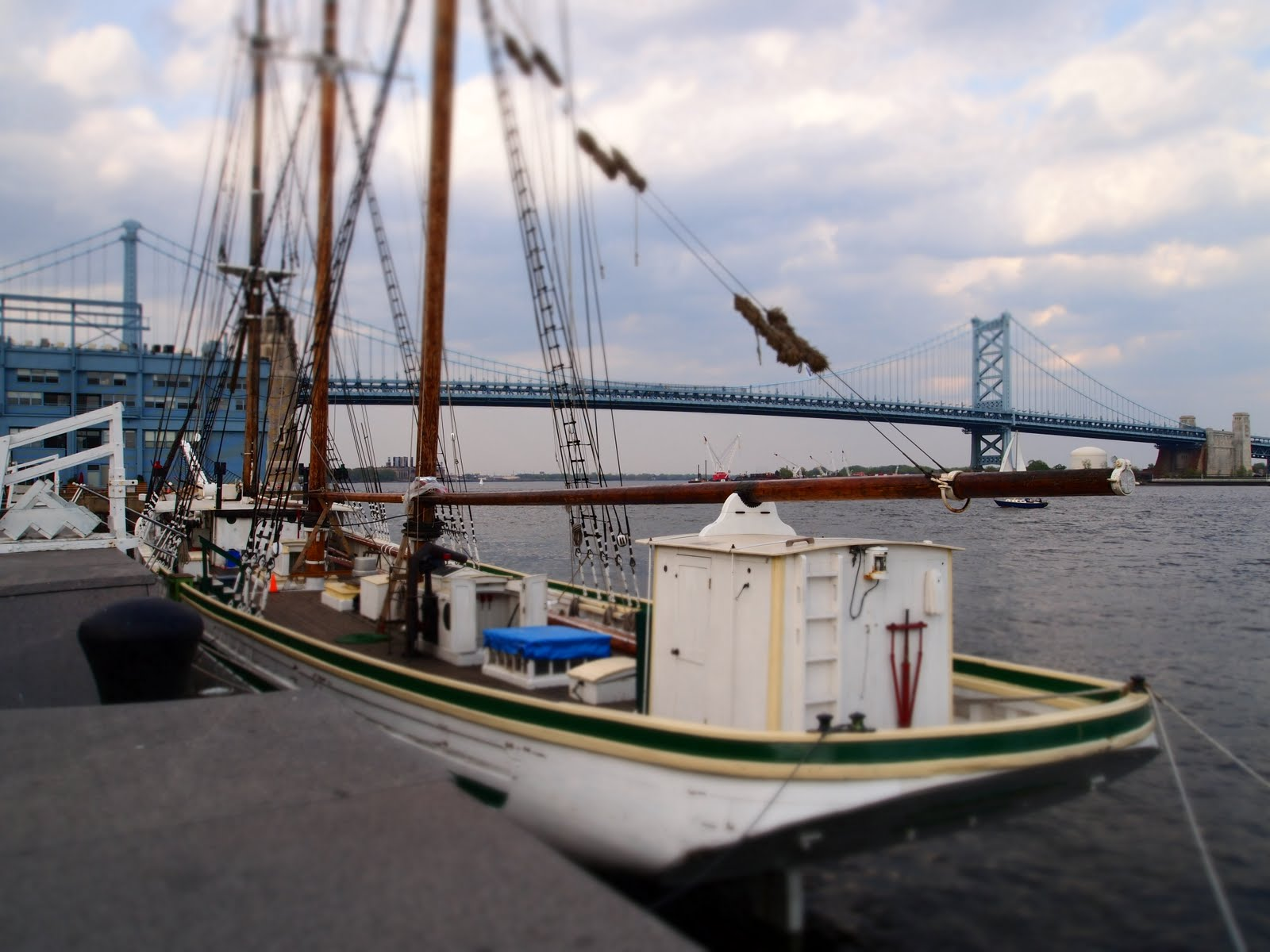
Gazela